# Alice og Bob
Alice og Bob er en konvention der refererer til ofte anvendte, arketypiske figurer i kryptologi og fysik. Navnene anvendes for nemheds skyld, da forklaringer som "Person A ønsker at sende en meddelelse til person B" hurtigt bliver knudret og svær at følge. Navnene siges også at være politisk korrekte, da begge køn er repræsenteret. Den konkrete begrundelse for at anvende sådanne navne var at det hjælper på skriveprocessen, fordi det giver personlige stedord en utvetydig betydning. De specifikke navne blev valgt så de passede med de første bogstaver i alfabetet.
I kryptologi og computersikkerhed anvendes i præsentationer og diskussioner ofte en række navne for deltagerne forskellige protokoller. Navnene anvendes pr. konvention, har til en vis grad en logisk sammenhæng med deres rolle, er til tider humoristiske, og er mere eller mindre metasyntaktiske variable. 
I typiske implementeringer af disse protokoller er det underforstået at de handlinger der tilskrives figurer som Alice og Bob normalt ikke udføres af mennesker direkte, men i stedet af en automatisk agent (som f.eks. et computerprogram) på deres vegne.

## Liste over figurer
- Alice og Bob. Generelt ønsker Alice at sende en meddelelse til Bob. Disse navne blev introduceret af Ron Rivest i 1978 i artiklen Communications of the ACM, der præsenterede RSA kryptosystemet. (Den tekniske rapport om RSA fra 1977 brugte endnu ikke disse navne.) Rivest benægter at disse navne har nogen relation til filmen Bob & Carol & Ted & Alice[1] fra 1969, som antydet af andre fra tid til anden.
- Carol eller Charlie er en tredje deltager i kommunikationen. Derefter har vi ofte Dave, en fjerde deltager, og så videre alfabetisk.
- Eva (eng. Eve), en person der aflytter (eng. eavesdropper), er en passiv angriber. Hun kan se kommunikationen mellem Alice og Bob, men kan ikke ændre dem. I kvantekryptografi kan Eva også repræsentere omgivelserne.
- Isaac, en internetudbyder (eng. Internet Service Provider, ISP).
- Ivan, en udsteder (eng. issuer, anvendes i finansiel kryptografi).
- Justin, fra retssystemet (eng. justice system); mere specifikt en advokat.
- Mallory, (fra eng. malicious), er en aktiv angriber. Modsat Eve kan Mallory ændre meddelelser under transmission, erstatte meddelelser med sine egne, gentage gamle meddelelser, osv. Bob og Alice skal iddelt set kunne detektere enhver sådan ændring, og ignorere den ændrede meddelelse, eller genskabe den korrekte meddelelse på trods af indtrængningen. At sikre et system mod Mallory er langt sværere end mod Eva. Navnene Marvin og Mallet bruges også om denne rolle.
- Matilda, en handlende (fra eng. merchant, anvendes i e-handel og finansiel kryptografi).
- Pat, se Peggy.
- Peggy, en bevisførende part (fra eng. prover), og Victor, en verificerede part (eng. verifier), må ofte udveksle information for at vise at den planlagte transaktion virkelig har fundet sted. De findes ofte i vidensløse beviser (eng. zero knowledge proofs). Et andet par af navne der til tider anvendes er Pat og Vanna (efter værten og bogstavpigen i den amerikanske udgave af Lykkehjulet).
- Plod, en politibetjent (eller i nogen tilfælde en tolder, eller person fra efterretningstjenesten).
- Oscar, en opponent, sædvanligvis ækvivalent til Mallory.
- Trudy, en indtrængende person (fra eng. intruder), sædvanligvis ækvivalent til Mallory
- Trent, en uafhængig dommer (fra eng. trusted arbitrator), er en slags neutral trediepart, hvis præcise rolle varierer afhængig af den givne protokol.
- Vanna, se Peggy.
- Victor, se Peggy.
- Walter, en "vagt" (fra eng. warden), kan være nødvendig for at beskytte Alice og Bob til en vis grad, afhængig af den anvendte protokol.
- Zoe, ofte den sidste part der involveres i en kryptografisk protokol.

Selv om interaktive bevissystemer (IPS'er) ikke (helt) er en kryptografisk protokol, er det tilstrækkelig relateret til at nævne litteraturens "rolleliste":
- Arthur og Merlin: I IPS'er har den bevisførende part ubegrænset beregningskraft til rådighed, og er derfor associeret med troldmanden Merlin. Han påstår at en sætning er sand, og Arthur, den vise konge, udspørger ham for at bekræfte hans påstand. Disse to figurer giver også navn til to Kompleksitetsklasser, nemlig MA og AM.